# Burgeranch
Burgeranch (Hebreeuws: 'בורגראנץ) is naast McDonald's een van de twee grootste fastfood-ketens in Israël. De merknaam wordt dikwijls als Burger Ranch gespeld, maar dat is de naam van een Portugees bedrijf.

## Geschiedenis
De eerste Burgeranch werd in 1972 geopend, op de Ben-Jehoedastraat in Tel Aviv. In 1978 opende het tweede filiaal op de Ibn-Gevirolstraat in Tel Aviv. Het netwerk breidde zich snel verder uit en tot McDonald's restaurants opende in Israël (in 1993), was Burgeranch marktleider van Israël, naast de veel kleinere MacDavid-keten (nog maar 4 branches over in 2005). Van de oorspronkelijke eigenaars geraakte het Burgeranch-bedrijf in handen van de Shekem, een netwerk van warenhuizen en kantines.  
Toen Burger King, in navolging van McDonald's, de Israëlische markt wilde infiltreren, sloot het een verdrag met de directie van Burgeranch, dat de Burgeranch-restaurants op zouden gaan in het Burger King-netwerk. Het verdrag werd echter afgekeurd door de individuele franchise-houders van Burgeranch, die er niets voor voelden ieder een grote som geld neer te leggen voor de naamsverandering. Sindsdien zijn zo'n zestig Burger Kings in Israël geopend, maar deze hadden geen succes. Burgeranch probeerde deze keten over te nemen en de restaurants als Burgeranches te exploiteren, maar werd geblokkeerd door de inspecteur op monopolievorming. Uiteindelijk ging Burger King Israël failliet.
Vanaf 1999 is de Burgeranch voor 74% eigendom van de energiemaatschappij Paz en vanaf einde 2001 100%. Paz (goud) maakte van 1927 tot 1958 deel uit van Royal Dutch Shell, die zich uiteindelijk onder economische druk moest terugtrekken uit Israël. De Israëlische Burgeranch-keten, met in 2005 73 restaurants en meer dan 1500 werknemers, concurreert nu voornamelijk met McDonald's (ongeveer 80 locaties in 2005).

## Kasjroet en glutenvrij dieet
Hoewel de ingrediënten van de hamburgers koosjer zijn, zijn enkele restaurants in de keten niet koosjer omdat men dan melk en vlees niet gescheiden houdt (vooral in cheeseburgers) en op sjabbat werkt. De meeste restaurants bieden glutenvrije broodjes aan en tijdens Pesach ook brood dat koosjer is voor Pesach.